# Liste von Bergwerken im Spessart
Der Bergbau im Spessart wurde erstmals um 1400 für die Gemeinde Hailer erwähnt. Abgebaut wurden Eisen, Kupfer, Silber und Blei, später auch Kobalt, Mangan und Schwerspat. Die größte Metallerzlagerstätte war bei Biebergemünd. Bergbau spielte immer nur eine regionale Rolle, die Vorkommen waren gering.
Die Lagerstätten beinhalteten Flöze von Kupferletten und führten Kupfer-Arsen-Sulfide (Tennantit, Enargit, Silber-führend), Kupfer-Eisen-Sulfide (Kupferkies, Bornit) und Arsenide (Löllingit, Arsenkies). Im Südwestspessart bei Straßbessenbach wurde zeitweise auch Marmor abgebaut.

## Tabelle der Bergwerke
| Name                             | Stadt/Gemeinde      | Bemerkung | Lage                    | Bild |
| -------------------------------- | ------------------- | --- | ----------------------- | ---- |
| Unterer Liebesgrund              | Laufach             | Eisen; bis 1870, nahe Schloss Weyberhöfe, im unteren Liebesgrund, Eisenhütte und Hammer: Lage | Lage                    |      |
| Emilie                           | Rottenberg          | Kupfer, Silber, 1876 136,8 ha groß |                         |      |
| Heinrichstollen                  | Schweinheim         | Kalkspat, südlich der Elterhöfe, | Lage                    |      |
| Gertraudstollen                  | Schweinheim         | Kalkspat, Elterwald vor der Ortslage Gailbach, | Lage                    |      |
| Wilhelmine                       | Sommerkahl          | Kupfer, Silberfahlerz, 1876 32,25 ha groß; Besucherbergwerk | Lage                    |      |
| Matthäus-Zeche                   | Sommerkahl          | Kupfer, 1876 76,22 ha groß | Lage                    |      |
| Clara-Stollen                    | Sommerkahl          | Kupfer | Lage                    |      |
| Am Lettenberg                    | Sommerkahl          | Kupfer; Pingenfelder | Lage                    |      |
| Justus                           | Sommerkahl          | Kupfer, Silber, 1876 159 ha groß |                         |      |
| Ceres                            | Sommerkahl          | Kupfer, Silber, 1876 94,6 ha groß, möglicherweise identisch mit dem Clara-Stollen |                         |      |
| Vesta                            | Sommerkahl          | Kupfer, Silber, 1876 34,8 ha groß, möglicherweise identisch mit "Am Lettenberg" |                         |      |
| Maximilian-Stollen               | Kleinkahl           | Kupfer; angeschlagen: ca. 1820; Länge: 434 m | Lage                    |      |
| Oberer Kahler Stollen            | Kleinkahl           | Kupfer; angeschlagen: ca. 1916; Länge: 180 m | Lage                    |      |
| Hülfe Gottes                     | Großkahl            | Kupfererz, Silberfahlerz, Bleierz, 1876 28,85 ha groß |                         |      |
| Segen Gottes, Schönborn-Stollen  | Huckelheim          | Kobalt, Kupfer, Silber; ab 1719 Abbau östlich von Huckelheim durch die Freiherren von Groschlag, ab 1759 wird der Abbau durch die von Schönborns betrieben; Grubenriß von 1782 ist erhalten geblieben; 1789 Ende des Abbaus aufgrund eines Rechtsstreits Schönborn Stollen: angeschlagen 1766; Länge: 520 m | Lage, 1876 37,72ha groß |      |
| Aurora                           | Huckelheim          | Kupfer- und Silberfahlerz, 1876 99,54 ha groß |                         |      |
| Am Sonnenberg                    | Gelnhausen          | Bergbau bei Hailer erwähnt seit 1400 | Lage                    |      |
| Am Grauer-Berg                   | Gelnhausen          | Bergbau bei Hailer erwähnt seit 1400; auch Bergmannsloch | Lage                    |      |
| Roßbacher Stollen                | Biebergemünd        | Kobalt, Eisen, Mangan; angeschlagen: 1741; Länge: 2800 m; eingebrachte Teufe: 40–60 m | Lage                    |      |
| Röhriger Stollen                 | Biebergemünd        | Kobalt, Eisen, Mangan; angeschlagen: 1731; Länge 860 m; eingebrachte Teufe: 40 m | Lage                    |      |
| Radstubenstollen                 | Biebergemünd        | Kobalt; Eisen; Mangan; angeschlagen nach 1748; Länge: ca. 1100 m; eingebrachte Teufe: 60 m | Lage                    |      |
| Lochborner Kunstschacht (Nr. 12) | Biebergemünd        | Kobalt; Eisen; Mangan | Lage                    |      |
| Oberer Maschinenschacht          | Biebergemünd        | Eisen; 1899 begonnen; 7. April 1900 fertiggestellt; 3 Sohlen bis 147 m Teufe |                         |      |
| Oberer Kalkofenstollen           | Biebergemünd        | Kupfer; bis 1746; Wasserlösungsstollen des Kalkofer Kupferlettenflötzes; Länge 100 m | Lage                    |      |
| Unterer Kalkofenstollen          | Biebergemünd        | [ 11 ] | Lage                    |      |
| Grundäker Werk                   | Biebergemünd        | Baryt; Tagebau und Tiefbau; am Galgenberg |                         |      |
| Schußrain-Stollen                | Biebergemünd        | [ 12 ] |                         |      |
| Bertha-Stollen                   | Biebergemünd        | Kobalt; aufgefahren 1908; Bewetterung und Wasserhaltung des Lochborner und Burgberger Reviers; bis 31. Mai 1925 Verbindung zum unteren Maschinenschacht (Wiesenschächtchen) hergestellt; 3115 m Länge | Lage                    |      |
| Webersfelder Stollen             | Biebergemünd        | Zechenhaus; Eisen; bis 1925 in Betrieb Mangan | Lage                    |      |
| Grube                            | Partenstein         | Schwerspat; von 1840 bis 1948 | Lage                    |      |
| Grube                            | Partenstein         | Schwerspat; von 1840 bis 1948 | Lage                    |      |
| Grube                            | Partenstein         | Schwerspat; von 1840 bis 1948 | Lage                    |      |
| Erichstollen                     | Partenstein         | Schwerspat; von 1840 bis 1948 | Lage                    |      |
| Grube                            | Partenstein         | Schwerspat; von 1840 bis 1948 | Lage                    |      |
| Grube                            | Partenstein         | Schwerspat; von 1840 bis 1948 | Lage                    |      |
| Grube                            | Partenstein         | Schwerspat; von 1840 bis 1948 | Lage                    |      |
| Grube                            | Partenstein         | Schwerspat; von 1840 bis 1948 | Lage                    |      |
| Grube                            | Partenstein         | Schwerspat; von 1840 bis 1948 | Lage                    |      |
| Grube                            | Neuhütten           | Schwerspat; von 1830 bis 1962 | Lage                    |      |
| Grube "Christiane"               | Rechtenbach         | Schwerspat; von 1917 bis 1970 | Lage                    |      |
| Tonbergwerk Klingenberg          | Klingenberg am Main | Ton | Lage                    |      |

## Nutzung dieser Liste offline
Zur mobilen und offline Nutzung können alle Koordinaten als KML-Datei, bzw. als GPX-Datei heruntergeladen werden.